# Бидгау
Бидгау (на немски: Bidgau, на диалект: Bekow) Рейнланд-Пфалц в Германия.
Франките разделят от ок. 7 век страната си на гау. Бидгау е наречен на селището Beda vicus (днес Битбург).
Бидгау граничи с Айфелгау и на запад с Ардененгау.

## Гауграфове в Бидгау
- Адалхард († ок. 877)
- Одакар († сл. 890), граф в Ардененгау, Бидгау и Близгау
- Вигерих († пр. 923), граф на град Трир, през 902 г. и 909 г. граф в Бидгау, и от 915/916 г. пфалцграф на Лотарингия (Вигерихиди)
- Гозело († 948), граф в Бидгау
- Готфрид I Пленник († 996), от 959 г. граф на Бидгау, от 960 г. граф на Метингау, от 963 г. граф на Вердюн, от 974 г. граф на Хенегау и Монс и от 969 г. маркграф на Антверпен и Енаме

- ок. 1050 г. свършва титлата гауграф в Бидгау.